# Mission: Impossible – The Final Reckoning
Mission: Impossible – The Final Reckoning (vormals Mission: Impossible – Dead Reckoning Part Two) ist ein US-amerikanischer Actionfilm von Regisseur und Drehbuchautor Christopher McQuarrie, der am 21. Mai 2025 in die deutschen und zwei Tage später in die US-amerikanischen Kinos kam. Es handelt sich um den achten Teil der Mission-Impossible-Filmreihe und um eine Fortsetzung zu Mission: Impossible – Dead Reckoning Teil Eins aus dem Jahr 2023. In der Hauptrolle verkörpert Tom Cruise erneut den IMF-Agenten Ethan Hunt.

## Handlung
Die IMF-Agenten Ethan Hunt und Grace verfolgen Gabriel, einen Agenten, der für die künstliche Intelligenz „Die Entität“ arbeitet. Stattdessen nimmt jedoch Gabriel sie gefangen und zwingt Hunt, für ihn das Kernmodul, das sich als die „Hasenpfote“ aus Mission: Impossible III entpuppt, aus dem gesunkenen russischen U-Boot Sewastopol zu bergen, was ihm die Kontrolle über den Quellcode der Entität geben würde. Hunt und Grace können entkommen und treffen auch IMF-Agent Benji Dunn und die neuen Rekruten Paris und Theo Degas. Sie entdecken ein Gerät, das Gabriel benutzt hat, um mit der Entität zu kommunizieren, und das Hunt eine Vision einer kommenden nuklearen Apokalypse zeigt. Die Entität will Hunt dazu bringen, ihr Zugang zu einem sicheren Bunker in Südafrika zu verschaffen, um ihr Überleben bei dieser Apokalypse zu sichern.
Hunt schickt sein Team los, um die Koordinaten der Sewastopol zu finden, während er sich mit Luther Stickell trifft, der eine von Gabriel in London deponierte Atombombe entschärft. Luther enthüllt, dass er für die Entität eine Schadsoftware namens „Giftpille“ entwickelt hat, die Gabriel jedoch gestohlen hat. Luther opfert sich und bleibt zurück, um die Bombe zu entschärfen. Hunt stellt sich daraufhin der US-Präsidentin Erika Sloane, die angesichts der zunehmenden Kontrolle der Entität über die globalen Nuklearsysteme zur Zusammenarbeit aufruft. Da nur noch drei Tage bis zum Beginn der weltweiten Angriffe bleiben, überzeugt Hunt Sloane, ihn unabhängig handeln zu lassen, um die Sewastopol zu lokalisieren – gegen die Einwände von CIA-Direktor Eugene Kittridge.
Hunts Team reist zur St.-Matthew-Insel in der Beringsee, wo sich eine Sonaranlage aus der Zeit des Kalten Krieges befindet, mit der der Untergang der Sewastopol lokalisiert wurde. Sie machen den ehemaligen CIA-Analysten William Donloe ausfindig, der Jahrzehnte zuvor nach einem Einbruch in das CIA-Hauptquartier (siehe Mission: Impossible) auf die Insel verbannt worden war. Donloe verrät, dass er sich die Koordinaten der Sewastopol gemerkt hat, nachdem er die Sonarsignatur erkannt hatte. Als Grace, Benji, Paris und Degas sowie Donloe und seine Frau Tapeesa eine russische Spezialeinheit in einem Feuergefecht aufhalten, übermittelt Donloe dem Team die Koordinaten.
Hunt begibt sich an Bord des Flugzeugträgers USS George H. W. Bush in den Nordpazifik, um zum Wrack der Sewastopol zu tauchen. Hunt birgt das Modul, löst aber aufgrund des Gewichtes des eindringenden Wassers gleichzeitig aus, dass das Wrack auf der Kontinentalschelf-Kante abrutscht. Hunt, der nur knapp durch ein Torpedorohr entkommen kann, ertrinkt beinahe während des Aufstiegs, wird aber von Grace und Tapeesa mit Hilfe einer behelfsmäßigen Dekompressionskammer gerettet und wiederbelebt. Wieder vereint mit dem IMF-Team erläutert Hunt seinen Plan, die Giftpille zu verwenden, um die Entität auf ein physisches Laufwerk zu laden und zu isolieren, sodass sie von der Außenwelt abgeschnitten ist. Hunt vermutet, dass Gabriel bereits mit der Giftpille im Bunker in Südafrika wartet, um die Kontrolle über die Entität zu erlangen, indem er Hunt zwingt, das Modul herauszugeben.
Als das Team den Bunker in Südafrika erreicht, findet es ihn bis auf Gabriel und seine Verbündeten verlassen vor. Er enthüllt eine weitere Atombombe mit einem zwanzigminütigen Countdown und verlangt das Modul. Hunt willigt ein, aber die Übergabe wird von Kittridge unterbrochen, der will, dass die USA die Entität kontrollieren. Im folgenden Feuergefecht wird die Bombe aktiviert, und Gabriel flieht, da er weiß, dass Hunt ihn verfolgen wird. Donloe, Tapeesa und Degas versuchen die Bombe zu entschärfen und verschaffen dem übrigen Team genug Zeit, um sicher zu entkommen, bevor die Bombe detoniert. Paris führt bei Benji die notfallmäßige Entlastung eines Spannungspneumothorax’ durch, während dieser Grace anleitet, die Bunkersysteme neu zu starten, um die Entität zu fangen.
Hunt verfolgt Gabriel in einem Doppeldecker und klettert mitten in der Luft auf Gabriels Flugzeug. Nachdem es Gabriel nicht gelingt, ihn abzuschütteln, springt er mit einem Fallschirm ab, stirbt jedoch, nachdem er vom Ruder des Flugzeugs getroffen wird. Hunt findet einen zweiten Fallschirm, entkommt mit der Giftpille und verbindet sie mit dem Modul, sodass Grace den Upload beenden kann. Kittridge und der CIA-Agent Jasper Briggs finden Ethan; Kittridge ist frustriert, als Ethan das zerstörte Modul der Sewastopol übergibt, während Briggs – der eigentlich James Phelps Jr. heißt und der Sohn von Ethans ursprünglichem Teamleiter Jim Phelps aus Mission: Impossible ist – Frieden mit ihm schließt. Das IMF-Team kommt in London wieder zusammen, wo Grace Hunt die Entität übergibt, die nun sicher auf dem Laufwerk isoliert ist. Das Team geht daraufhin getrennte Wege.

## Produktion

### Stab und Besetzung
Nach dem finanziellen Erfolg von Mission: Impossible – Fallout kündigte Paramount Anfang 2019 neben Mission: Impossible 7 auch einen achten Teil innerhalb der Filmreihe an. Als Grund für die Produktion von gleich zwei Fortsetzungen gab Regisseur Christopher McQuarrie an, jeder Figur einen persönlichen Handlungsbogen geben zu wollen, was zu viel für einen einzelnen Film gewesen wäre.
Neben Hauptdarsteller Tom Cruise kehrten auch die langjährigen Besetzungsmitglieder Simon Pegg und Ving Rhames in ihren Rollen als Benji Dunn und Luther Stickell für den achten Teil zurück. Ebenso übernahmen Henry Czerny und Rolf Saxon erneut die Rollen des CIA-Direktors Eugene Kittridge und des Analysten William Donloe, die sie bereits in Mission: Impossible darstellten. Auch Angela Bassett verkörperte nach Mission: Impossible – Fallout abermals die ehemalige CIA-Leiterin Erika Sloane, nun Präsidentin der Vereinigten Staaten.
Zu den wiederkehrenden Darstellern aus dem Vorgängerfilm Dead Reckoning Teil Eins zählen Hayley Atwell als weibliche Hauptdarstellerin Grace, Esai Morales als Antagonist Gabriel, Pom Klementieff als dessen Gefolgsfrau Paris, Shea Whigham und Greg Tarzan Davis als CIA-Agenten Jasper Briggs sowie Theo Degas und Mariela Garriga als Marie. Auch Mark Gatiss und Charles Parnell verkörpern erneut Vertreter der US-amerikanischen Nachrichtendienste NSA und DNI.
Als Neuzugänge schlossen sich Holt McCallany als US-Verteidigungsminister Bernstein und Nick Offerman als CJCS Sidney der Besetzung an. Weitere Nebenrollen wurden mit Janet McTeer, Hannah Waddingham, Lucy Tulugarjuk, Katy O’Brian, Tramell Tillman und Stephen Oyoung besetzt. Die Filmmusik komponierten erstmals Max Aruj und Alfie Godfrey, während Eddie Hamilton erneut als Filmeditor fungierte. Die Spezialeffekte werden abermals von Industrial Light & Magic unter Supervisor Alex Wuttke umgesetzt.

### Dreharbeiten

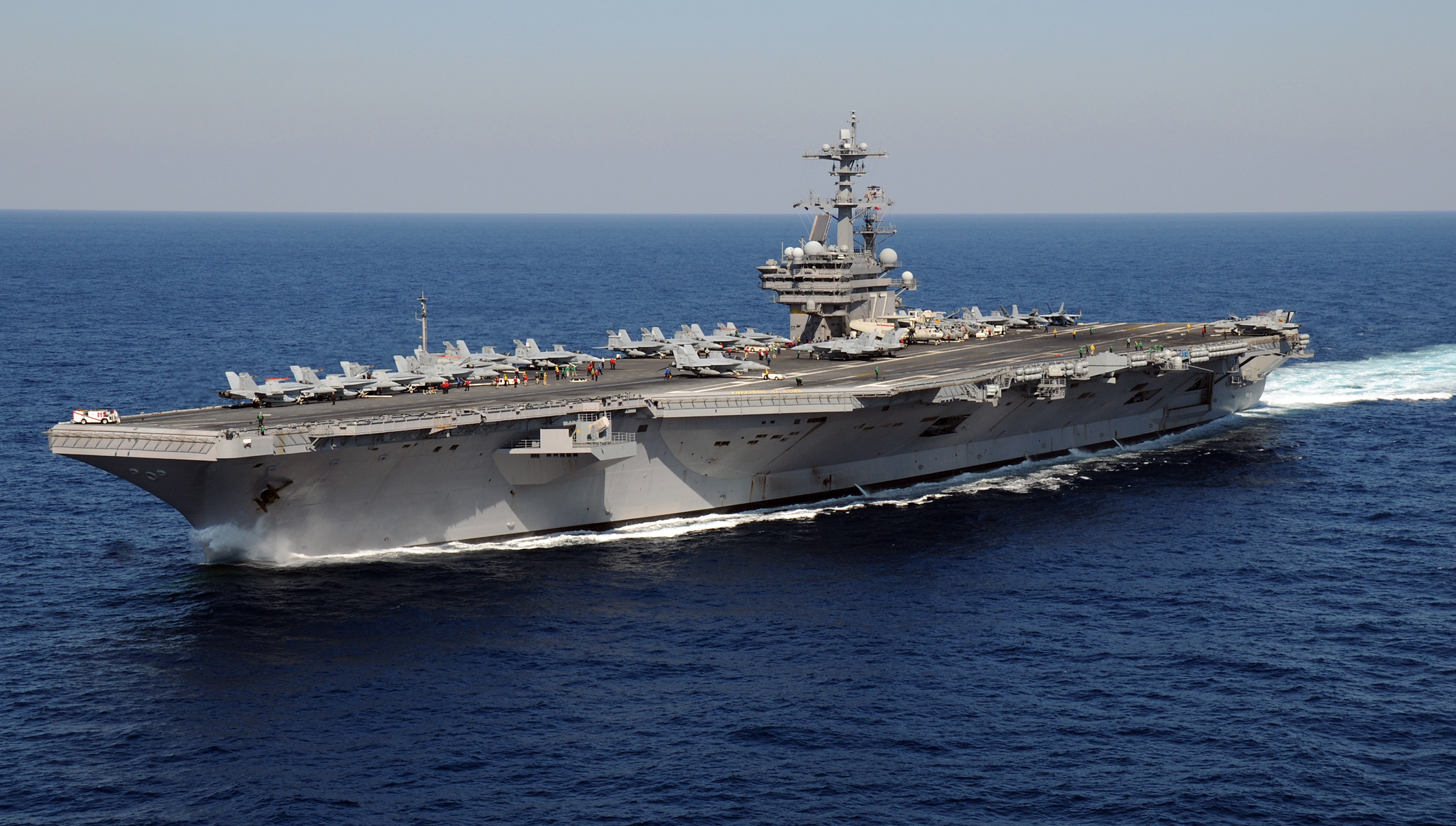
Die George H. W. Bush diente als Kulisse.

Mission: Impossible 8 sollte ursprünglichen Plänen zufolge back-to-back mit Mission: Impossible – Dead Reckoning Teil Eins gedreht werden, weshalb erste Filmaufnahmen bereits 2021 in Südafrika erfolgten. Im Zuge der COVID-19-Pandemie und damit im Zusammenhang stehenden Produktionsverzögerungen wurde dieses Vorhaben allerdings verworfen, da Hauptdarsteller Tom Cruise zunächst seinen Actionfilm Top Gun: Maverick promoten musste. Die Dreharbeiten mit Kameramann Fraser Taggart begannen schließlich erst im März 2022 in den Longcross Studios nahe London, wo bis Dezember gedreht wurde. Im Folgejahr entstanden Flugaufnahmen auf der George H. W. Bush in der Adria zwischen Italien und Kroatien, ehe Malta, Norwegen, der Lake District und die Arktis als Kulisse dienten.
Im Juni 2023 mussten die Filmaufnahmen im Zuge der Streiks der Gewerkschaften WGA und SAG-AFTRA unterbrochen werden. Zu diesem Zeitpunkt waren erst rund 40 % des Films abgedreht, wobei nach Angaben von Regisseur McQuarrie auch noch die größte und komplizierteste Sequenz anstand. Die Dreharbeiten wurden nach Ende der Streiks im März 2024 wieder aufgenommen, verzögerten sich im Mai aber durch eine Fehlfunktion der Absenkvorrichtung eines 25 Millionen US-Dollar teuren U-Boots um mehrere Wochen. Auch diese Zwangsunterbrechung trug dazu bei, dass sich das Budget von Mission: Impossible 8 der Marke von 400 Millionen US-Dollar angenähert haben soll. Im Oktober 2024 wurden die Dreharbeiten abgeschlossen.
Zur Vorbereitung für seine Stuntarbeit im Film nahm Hauptdarsteller Tom Cruise bereits Anfang 2021 Flugstunden mit einer Boeing-Stearman Model 75. Im November 2021 erprobte er in einer Höhe von rund 600 Metern über Cambridge ein Manöver, bei dem er aus dem Cockpit des Doppeldeckers ausstieg und sich mit einem Sicherheitsgurt abgesichert kopfüber an eine der Tragflächen hängte. Ein zweiter Pilot drehte daraufhin das Flugzeug, ehe dieser einen Sturzflug und mehrere Drehungen ausführte. Die Boeing-Stearman wurde zeitgleich von einem zweiten Flugzeug begleitet, das die Kamerafahrten erprobte. Der Stunt wurde schließlich im August 2022 im britischen Nationalpark Lake District gedreht. Nach Eigenaussage von Cruise verlor er während dieser Filmaufnahmen mehrere Male das Bewusstsein. Für insgesamt 16 Sprünge mit einem brennenden Fallschirm erhielt der Schauspieler später einen Guinness World Record. Einen anderen Stunt drehte Cruise in einem rotierenden, rund 8,5 Millionen Liter fassenden Wassertank. Dort trug Cruise einen Taucheranzug, der mit Wasser vollgesogen ein Gewicht von über 50 Kilogramm erreichen konnte und ihn aufgrund eingeschränkter Technik dazu zwang, das selbst ausgeatmete Kohlenstoffdioxid wieder zu inhalieren.

### Veröffentlichung
Mit der Veröffentlichung eines ersten Teasers am 11. November 2024 wurde der offizielle Titel Mission: Impossible – The Final Reckoning verkündet. Der ursprünglich vorgesehene Name Dead Reckoning Part Two wurde zuvor aufgrund des schlechten Abschneidens des Vorgängerfilms an den Kinokassen verworfen. Weiteres Bildmaterial wurde am 9. Februar 2025 im Rahmen des Super Bowl LIX veröffentlicht, ehe ein Trailer am 4. April 2025 folgte.
Die Weltpremiere erfolgte am 5. Mai 2025 in Tokio, ehe Mission: Impossible – The Final Reckoning am 14. Mai 2025 auch im Rahmen des 78. Filmfestivals von Cannes außer Konkurrenz gezeigt wurde. Der US-amerikanische Kinostart sollte ursprünglich bereits am 5. August 2022 erfolgen, wurde wegen der COVID-19-Pandemie und des Streiks der Schauspielergewerkschaft SAG-AFTRA allerdings mehrfach verschoben und erfolgte schließlich am 23. Mai 2025. In Deutschland lief The Final Reckoning bereits zwei Tage zuvor in den Kinos an.

## Synchronisation
Die deutschsprachige Synchronisation entstand nach einem Dialogbuch von Tobias Neumann und unter der Dialogregie von Clemens Frohmann bei Iyuno Germany.
| Rolle                                   | Darsteller          | Synchronsprecher   |
| --------------------------------------- | ------------------- | ------------------ |
| Ethan Hunt                              | Tom Cruise          | Patrick Winczewski |
| Benji Dunn                              | Simon Pegg          | Tobias Kluckert    |
| Grace                                   | Hayley Atwell       | Luise Helm         |
| Theo Degas                              | Greg Tarzan Davis   | Jan Makino         |
| Luther Stickell                         | Ving Rhames         | Tilo Schmitz       |
| Gabriel                                 | Esai Morales        | Thomas Schmuckert  |
| William Donloe                          | Rolf Saxon          | Stefan Gossler     |
| Eugene Kittridge                        | Henry Czerny        | Tom Vogt           |
| Jasper Briggs / Jim Phelps Jr.          | Shea Whigham        | Frank Röth         |
| Präsidentin Erika Sloane                | Angela Bassett      | Anke Reitzenstein  |
| Verteidigungsminister Serling Bernstein | Holt McCallany      | Sven Brieger       |
| CJCS Sidney                             | Nick Offerman       | Olaf Reichmann     |
| DNI Richards                            | Charles Parnell     | Tim Moeseritz      |
| NSA-Vertreter Angstrom                  | Mark Gatiss         | Stefan Krause      |
| Rear Admiral Neely                      | Hannah Waddingham   | Katharina Spiering |
| Captain Jack Bledsoe                    | Tramell Tillman     | Matti Klemm        |
| Captain Koltsov                         | Pasha D. Lychnikoff | Grigory Kofman     |

## Rezeption

### Altersfreigabe
In den Vereinigten Staaten erhielt The Final Reckoning von der MPA aufgrund von starker Gewalt und Action, blutigen Bildern und der Sprache ein PG-13-Rating. In Deutschland erhielt der Film von der FSK eine äquivalente Freigabe ab 12 Jahren. In der Begründung heißt es, der Film sei mit zahlreichen typischen Elementen der Reihe und des Actiongenres erzählt und weise in rasanter Folge Verfolgungsjagden, Kämpfe und waghalsige Stunts auf. Die Inszenierung sei dabei deutlich stilisiert und Gut und Böse stets klar identifizierbar. Zudem würden ruhige Passagen, humorvolle Momente und die Betonung von Teamarbeit und Zusammenhalt ausreichend Entlastung bieten.

### Kritiken
Erste Kritikerstimmen zum Film fielen überwiegend positiv aus und bezeichneten The Final Reckoning als aufregenden Adrenalinrausch, der spannend, fesselnd und emotional sei. Die Fortsetzung führe dabei bestehende Handlungsfäden zusammen und sei so ein gelungener Abschluss der Mission-Impossible-Reihe. Einigkeit herrschte über das dargebotene Spektakel, das mitunter als „Stunt-Erlebnis der Extraklasse“ und „Action für die Ewigkeit“ beschrieben wurde. Vereinzelte Kritik erfuhr hingegen die als „überladen“ bezeichnete Handlung, die zu sehr auf Expositionen und Flashbacks setzte und daher einen schlecht getimten ersten Akt habe. Bei Rotten Tomatoes konnte Mission: Impossible – The Final Reckoning 80 % der 418 aufgeführten Kritiker überzeugen, während der Film auf Metacritic basierend auf 57 Rezensionen einen Metascore von 67 Punkten erhielt.
Als spannendes und düsteres Finale der Mission-Impossible-Reihe wird The Final Reckoning von Owen Gleiberman in seiner Filmkritik für Variety beschrieben. So wie Ethan Hunt in der Geschichte die Welt retten möchte, wolle auch Hauptdarsteller Tom Cruise die Filmwelt retten, und ihm gelinge es, das Publikum nicht nur zu unterhalten, sondern auch zum Staunen zu bringen. Nach einer Slow-Burn-Handlung mit einigen absurden Momenten und inhaltlichen Lücken präsentiere er als Highlight des Films eine Sequenz, die alle seine jemals zuvor ausgeführten Stunts in den Schatten stelle und den Zuschauer in einen Zustand freudiger Ehrfurcht versetze. The Final Reckoning erweise sich so als mitreißendster Mission-Impossible-Film seit Phantom Protokoll und hole den Zuschauer dabei durch seine Weltuntergangsstimmung und die dazu passende Ernsthaftigkeit erfolgreich ab.
Auch Manohla Dargis bezeichnet The Final Reckoning in ihre Filmkritik für die New York Times als „ein Musterbeispiel für Blockbuster-Unterhaltung auf höchstem Niveau“, das trotz vieler Klischees, extravaganter Gewalt und militärischem Übereifer genossen werden könne. Die Handlung ergebe natürlich überhaupt keinen Sinn, doch Logik sei noch nie der Grund gewesen, sich die Mission-Impossible-Reihe anzusehen, sondern ihr Bekenntnis zur eigenen Zügellosigkeit. Der Film funktioniere auch, weil man Tom Cruise’ Hingabe an das Extreme sehe und Regisseur Christopher McQuarrie wisse, das Talent seines Hauptdarstellers zur Geltung zu bringen. Ein Heer von talentierten Nebendarstellern schaffe es gleichzeitig, sogar Gefühle in das ansonsten alberne Geschehen zu bringen, während eine geschickte Gesprächsführung die informationslastigen Erklärungen auflockere. Auch die häufig genutzten Rückblenden seien ein effizientes Mittel, um den Zuschauer nicht nur auf den neusten Stand zu bringen, sondern ebenso die Highlights der gesamten Reihe hervorzuheben und die Kontinuität des Franchises zu stärken.
Deutlich kritischere Worte findet hingegen David Ehrlich in seiner Filmkritik für IndieWire, wo er den letzten Film der Mission-Impossible-Reihe als „langweiligen und zusammenhangslosen Klimax“ bezeichnet, bei dem Regisseur Christopher McQuarrie das Spektakel aus unerklärlichen Gründen gegen ein schwerfälliges und bizarr freudloses Drama eintausche. Das einzige Vergnügen seien die verzweifelten Versuche von Hauptdarsteller Tom Cruise, den Zuschauer durch waghalsige Stunts zu unterhalten, doch der längste Mission-Impossible-Teil hätte gleichzeitig die wenigste Action zu bieten und mangele an immer noch verblüffenden Schauplätzen. Stattdessen fokussiere sich The Final Reckoning ungewöhnlicherweise auf irrelevante Nebenfiguren und es sei frustrierend und überflüssig, ihnen beim Debattieren zuzusehen. Ungewöhnlich sei auch, wie viel Zeit der eigentlich als Abschluss gedachte Film damit verbringe, neue Charaktere einzuführen, während der von Esai Morales verkörperte Bösewicht zu einer wahnsinnigen Karikatur verkomme und das große Finale durch seine Bedeutungslosigkeit schmälere.
Enttäuscht zeigt sich auch David Rooney vom Hollywood Reporter, für den The Final Reckoning ein enttäuschender Abschied von der Mission-Impossible-Reihe sei, auch wenn Hauptdarsteller Tom Cruise wie gewohnt abliefere und seine beiden Stuntsequenzen so kühn und originell wie nie zuvor seien. Einen Großteil der Laufzeit müsse das Publikum aber auf die berauschende Action und fabelhaften Schauplätze verzichten und sich stattdessen durch Zusammenfassungen, Unmengen an Erklärungen und nervtötende Cybersprache quälen. Dabei bekomme der Zuschauer das Gefühl, in einer endlosen Ausschusssitzung gefangen zu sein, der es an dem für die Reihe typischen augenzwinkernden Witz fehle. Auch die durchweg überqualifizierten Darsteller hätten in einer wahnsinnig verworrenen und dummen Handlung mit lächerlichen Dialogen nicht viel zu tun; die abtrünnige KI sei dazu ein unglaublich langweiliger Superschurke.

### Einspielergebnis
Am Startwochenende musste sich The Final Reckoning in den Vereinigten Staaten mit Einnahmen in Höhe von rund 79 Millionen US-Dollar zwar der Disney-Realverfilmung Lilo & Stitch geschlagen geben, verzeichnete aber den finanziell erfolgreichsten Kinostart aller Filme der Mission-Impossible-Reihe. Auch in Deutschland erreichte die Fortsetzung mit rund 271.000 Kinobesuchern im selben Zeitraum den zweiten Platz der Kino-Charts. Die weltweiten Einnahmen belaufen sich auf 594,2 Millionen US-Dollar, von denen The Final Reckoning allein 197,1 Millionen im nordamerikanischen Raum erwirtschaften konnte. In Deutschland verzeichnete der Film insgesamt 1.379.747 Kinobesucher.

### Auszeichnungen
Critics’ Choice Super Awards 2025
- Auszeichnung als Bester Actionfilm
- Auszeichnung als Bester Schauspieler in einem Actionfilm (Tom Cruise)[64]